# Advanced Lawnmower Simulator
Advanced Lawnmower Simulator ist ein  Simulationsspiel für den ZX Spectrum. Es handelt sich um einen Aprilscherz des Computerspielemagazins Your Sinclair, die ein Review des Spiels publizierten sowie 1989 eine spielbare Version auf einer Datasette veröffentlichten.

## Hintergrund
In der Aprilausgabe des britischen Computerspielemagazins Your Sinclair veröffentlichte das Magazin einen Textbericht zum nicht existierenden Spiel Advanced Lawnmower Simulator, das angeblich einen Rasenmäher simulieren würde. Der Testbericht enthielt einige Details. So würde man die Rolle eines Gärtners im Youth Training Scheme (YTS) übernehmen. Das Spiel habe mehrere Levels, bei denen immer mehr Gras zu mähen wäre. Der Rasenmäher könne aufgestockt werden. Im Gras wären verschiedene Fallen wie Steine und Ententeiche versteckt. Spätere Levels wären auch Rosengärten. Als Publisher wurde Gardensoft angegeben, eine nicht existierende britische Softwarefirma.
Angekündigt wurden weitere Simulationsspiele wie ein Waschmaschinen-Simulator und ein Frühjahrsputz-Simulator. Der Preis des Advanced Lawnmower Simulator wurde mit 14,95 Pfund angegeben. Der Testbericht war sehr positiv formuliert und das Spiel erhielt 9 von 10 möglichen Punkten. Als weiterer Hinweis auf den Aprilscherz wurde als Veröffentlichungsdatum der 1. April angegeben. Der Aprilscherz war eine Parodie auf die damalige Praxis der Firma Codemasters, vielen Spieletiteln den Namenszusatz „Simulator“ zu geben.
Nachdem das ganze Jahr immer wieder Nachfragen zu dem angeblichen Spiel gekommen waren und das Magazin auch die beiden Fortsetzungen reviewt sowie einen angeblichen Skandal um die Entwicklungsrechte offengelegt hatte, wurde das Spiel im August 1990 schließlich als Aprilscherz enthüllt. Eine Ausgabe später befand sich das Spiel dann tatsächlich auf einer beiliegenden Kompaktkassette.

## Das eigentliche Spiel
Auf der beiliegenden Kompaktkassette der Ausgabe 1990 befand sich eine Vollversion von Dream Warrior von U.S. Gold, das Tennisspiel Passing Shot sowie das YS Speedlock Hack, das Cheats sowie den Kopierschutz bei Spielen mit  Speedlock  umging. Das vierte Programm war dann der Advanced Lawnmover Simulator, der auch tatsächlich spielbar war. Das simple Spiel, das auf einem angeblichen Screenshot in der April-Ausgabe basiert, bestand nur aus einem Level, der sich immer wiederholte. Mit dem Drücken der Taste „M“ wurde die Spielfigur einen Pixel weiterbewegt. Wenn der Rasen zu Ende gemäht war, wurde ein Ergebnisbildschirm angezeigt, bei dem man vom Auftraggeber entweder gelobt oder gescholten wurde, wobei der Effekt zufallsbasiert war. Der Level wurde anschließend noch einmal geladen. Von den sechs Rasenmähern, die angeblich simuliert werden konnten, funktionierte nur einer. Zufallsbasiert endete das Spiel nach kurzer Zeit, wenn sich der Bildschirm rot verfärbte und die Nachricht „You have been killed“ erschien. Folgende Rasenmäher waren im Spiel enthalten (wobei nur der letztgenannte spielbar war):
- Campari Grassmaster
- DAF Turfomatic
- ACME Mega-Cut 3000
- ACME Lawn-Ace
- Flymo Grasschum
- Patio Sprintette

Programmiert wurde das Spiel von Duncan Macdonald, einem Redakteur des Spielemagazins. Eine Portierung als Freeware übernahm das Magazin Amiga Power 1994 für den Amiga 500. Eine weitere Portierung gab es für den Amstrad CPC.

## Rezeption
Advanced Lawnmower Simulator beeinflusste eine Reihe weiterer ähnlicher Spaßprogramme.
2008 bezeichnete das Magazin Retro Gamer das Spiel als „das beste Spiel für den Spectrum“, lobte die großartigen Grafiken sowie das außergewöhnliche Gameplay.
Die Seite IGN nahm das Spiel in seine Liste der „5 More Video Games You Won’t Believe Somebody Made“ auf. Auch Vice UK berichtete über das Spiel im Rahmen seines Rückblicks auf die Spielezeitschrift Your Sinclair.